# 74092 Xiangda
74092 Xiangda è un asteroide della fascia principale. Scoperto nel 1998, presenta un'orbita caratterizzata da un semiasse maggiore pari a 2,714520 UA e da un'eccentricità di 0,113277, inclinata di 3,665932° rispetto all'eclittica. Ha un diametro di 3,504 km.